# Kom, lova vår Gud
Kom, lova vår Gud är en psalm vars text är skriven av Jonas Jonson år 1990 och är översatt av honom från brasilianska. Musiken är en brasiliansk folkmelodi.
Musikarrangemanget i Psalmer i 2000-talets koralbok är gjort av Monica Wasberg.

## Publicerad i
- Psalmer och Sånger 1987 som nummer 788 under rubriken "Lovsång och tillbedjan".[1]
- Psalmer i 90-talet som nr 801 under rubriken "Lovsång och tillbedjan"
- Psalmer i 2000-talet som nr 917 under rubriken "Lovsång och tillbedjan"
- Ung psalm 2006 som nummer 283 under rubriken "Du är alltid mycket mer – lovsång ända in i himlen".[2]
- Sång i Guds värld Tillägg till Svensk psalmbok för den evangelisk-lutherska kyrkan i Finland 2015 som nr 805 under rubriken "Lovsång".